# داني بيرسون (موسيقي)
داني بيرسون (بالإنجليزية: Danny Pearson)‏ هو موسيقي أمريكي، ولد في 6 يناير 1953 في ستونوول في الولايات المتحدة، وتوفي في 17 أغسطس 2018.

## وصلات خارجية
- داني بيرسون على موقع ميوزك برينز (الإنجليزية)
- داني بيرسون على موقع ديسكوغز (الإنجليزية)